# Bourgogne Aligoté

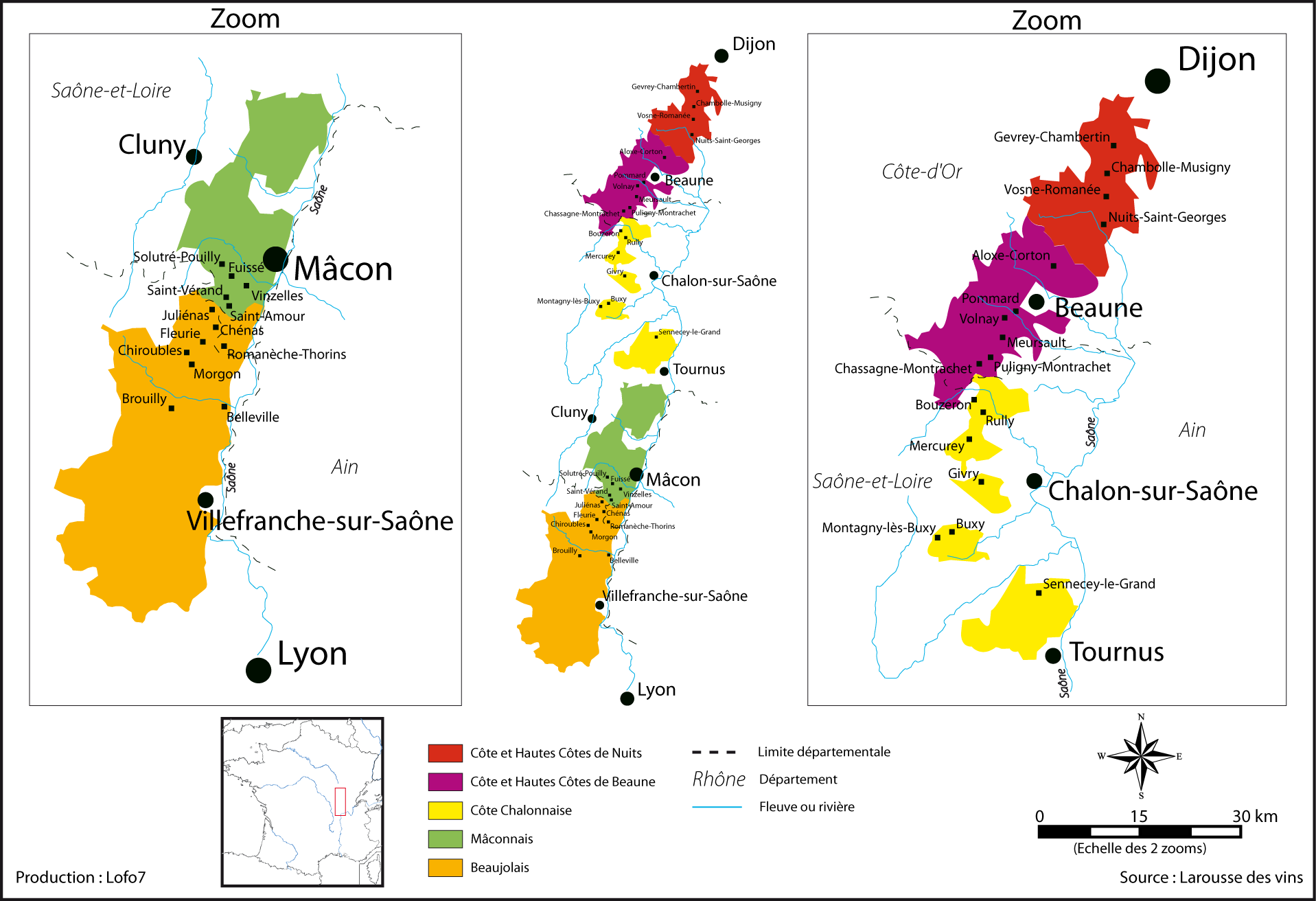
Das Weinbaugebiet Burgund. Die regionale Appellation Bourgogne Aligoté ist praktisch deckungsgleich mit der Weinbauregion Burgund.

Das Weinbaugebiet Bourgogne Aligoté ist die regionale Appellation der Weinbauregion Burgund. Regional heißt, dass jeder Wein der Großregion Burgund diesen Namen tragen darf, sofern die Mindestbestimmungen erfüllt sind. Seit dem 31. Juli 1937 wurden diese Bestimmungen im Rahmen einer Appellation d’Origine Contrôlée (kurz AOC) festgehalten. Der klassische Aperitifwein sollte höchstens 2–3 Jahre gelagert werden und dient auch als Grundlage des Kir. Rein genossen sollte die Trinktemperatur bei 9–11 °C liegen.
Im Jahr 2006 wurden insgesamt 1.698,41 Hektar unter dieser Herkunftsbezeichnung deklariert. Die Produktionsmenge lag zwischen 2003 und 2007 im Mittel bei 107.470 Hektoliter Wein. Diese Werte beinhalten nicht die Produktionsmengen des Bourgogne, dessen Anbaubedingungen und Erntemengen getrennt beschrieben werden.
- Für den Weißwein Bourgogne Aligoté ist ausschließlich die Rebsorte Aligoté zugelassen. Bis zum Jahrgang 1999 war eine maximale Beimischung von 15 % der weißen Rebsorte Chardonnay erlaubt. Die Erntebeschränkung liegt bei 60 Hektoliter/Hektar, der Mindestalkoholgehalt bei 9,5 Volumenprozent. Die Vorschrift verlangt, dass der Most für den Weißwein mindestens 144 Gramm Zucker pro Liter (→ Mostgewicht) enthält. Falls in schlechten Jahren einer Chaptalisation zugestimmt wird, darf der Alkoholgehalt des fertig vergorenen Weines nicht 12,5 Vol.-% übersteigen.

## Zugelassene Gemeinden

### Département Yonne
Im Département Yonne sind folgende 54 Gemeinden zugelassen:
Accolay, Asquins, Augy, Auxerre, Beine, Bernouil, Béru, Bleigny-le-Carreau, Chablis, Champvallon, La Chapelle-Vaupelteigne, Charentenay, Chemilly-sur-Serein, Cheney, Chichée, Chitry, Collan, Coulanges-la-Vineuse, Courgis, Cravant, Dannemoine, Dyé, Épineuil, Escolives-Sainte-Camille, Fleys, Fontenay-près-Chablis, Irancy, Joigny, Junay, Jussy, Lignorelles, Ligny-le-Châtel, Maligny, Migé, Molosmes, Mouffy, Poilly-sur-Serein, Quenne, Saint-Bris-le-Vineux, Saint-Cyr-les-Colons, Saint-Père, Serrigny, Tharoiseau, Tonnerre, Tronchoy, Val-de-Mercy, Venoy, Vermenton, Vézelay, Vézinnes, Villy, Vincelottes, Viviers, Volgré.

### Département Côte-d’Or
Im Département Côte-d’Or sind folgende 91 Gemeinden zugelassen:
Aloxe-Corton, Ancey, Arcenant, Auxey-Duresses, Baubigny, Beaune, Belan-sur-Ource, Bévy, Bissey-la-Côte, Bligny-lès-Beaune, Boncourt-le-Bois, Bouix, Bouze-lès-Beaune, Brion-sur-Ource, Brochon, Chambolle-Musigny, Charrey-sur-Seine, Chassagne-Montrachet, Chaumont-le-Bois, Chaux, Chenôve, Chevannes, Chorey, Collonges-lès-Bévy, Comblanchien, Corcelles-les-Monts, Corgoloin, Cormot-le-Grand, Corpeau, Couchey, Curtil-Vergy, Daix, Dijon, Échevronne, L'Etang-Vergy, Fixin, Flagey-Echézeaux, Fussey, Gevrey-Chambertin, Gilly-lès-Cîteaux, Gomméville, Griselles, Ladoix-Serrigny, Larrey, Magny-lès-Villers, Mâlain, Marcenay, Marsannay-la-Côte, Massingy, Mavilly-Mandelot, Marey-lès-Fussey, Meloisey, Messanges, Meuilley, Meursault, Molesmes, Monthelie, Montliot-et-Courcelles, Morey-Saint-Denis, Mosson, Nantoux, Noiron-sur-Seine, Nolay, Nuits-Saint-Georges, Obtrée, Pernand-Vergelesses, Plombières-lès-Dijon, Poinçon-lès-Larrey, Pommard, Pothières, Premeaux-Prissey, Puligny-Montrachet, Reulle-Vergy, La Rochepot, Saint-Aubin, Saint-Romain, Santenay, Savigny-lès-Beaune, Segrois, Talant, Thoires, Vannaire, Vauchignon, Villars-Fontaine, Villedieu, Villers-la-Faye, Villers-Patras, Vix, Volnay, Vosne-Romanée, Vougeot.

### Département Saône-et-Loire
Im Département Saône-et-Loire sind folgende 154 Gemeinden zugelassen:
Aluze, Ameugny, Azé, Barizey, Berzé-la-Ville, Berzé-le-Châtel, Bissey-sous-Cruchaud, Bissy-la-Mâconnaise, Bissy-sur-Fley, Bissy-sous-Uxelles, Blanot, Bonnay, Bouzeron, Boyer, Burgy, Burnand, Bussières, Buxy, Bray, Bresse-sur-Grosne, Cersot, Chagny, Chaintré, Chamilly, Champagny-sous-Uxelles, Chânes, Change, Chapaize, La Chapelle-de-Guinchay, La Chapelle-sous-Brancion, Charbonnières, Chardonnay, Charnay-lès-Mâcon, Charrecey, Chasselas, Chassey-le-Camp, Château, Cheilly-lès-Maranges, Chenôves, Chevagny-les-Chevrières, Chissey-lès-Mâcon, Clessé, Cortambert, Cortevaix, Couches, Crêches-sur-Saône, Créot, Cruzille, Culles-les-Roches, Curtil-sous-Burnand, Davayé, Dennevy, Dezize-lès-Maranges, Donzy-le-National, Dracy-lès-Couches, Dracy-le-Fort, Epertully, Etrigny, Farges-lès-Mâcon, Fleurville, Fley, Fontaines, Fuissé, Genouilly, Germagny, Givry, Grevilly, Hurigny, Igé, Jalogny, Jambles, Jugy, Jully-lès-Buxy, Lacrost, Laives, Laizé, Leynes, Lournand, Lugny, Mâcon, Malay, Mancey, Martailly-lès-Brancion, Massy, Mellecey, Mercurey, Milly-Lamartine, Montagny-lès-Buxy, Montbellet, Montceaux-Ragny, Moroges, Nanton, Ozenay, Paris-l’Hôpital, Péronne, Pierreclos, Préty, Prissé, Pruzilly, Remigny, La Roche-Vineuse, Romanèche-Thorins, Rosey, Royer, Rully, Saint-Albain, Saint-Amour-Bellevue, Saint-Boil, Saint-Clément-sur-Guye, Saint-Denis-de-Vaux, Saint-Désert, Saint-Gengoux-de-Scissé, Saint-Gengoux-le-National, Saint-Gilles, Saint-Jean-de-Trézy, Saint-Jean-de-Vaux, Saint-Léger-sur-Dheune, Saint-Mard-de-Vaux, Saint-Martin-Belle-Roche, Saint-Martin-du-Tartre, Saint-Martin-sous-Montaigu, Saint-Maurice-des-Champs, Saint-Maurice-de-Satonnay, Saint-Maurice-lès-Couches, Saint-Pierre-de-Varennes, Saint-Sernin-du-Plain, Saint-Symphorien-d’Ancelles, Saint-Vallerin, Saint-Vérand, Saint-Ythaire, La Salle, Salornay-sur-Guye, Sampigny-lès-Maranges, Santilly, Sassangy, Saules, Savigny-sur-Grosne, Sennecey-le-Grand, Senozan, Sercy, Serrières, Sigy-le-Châtel, Sologny, Solutré-Pouilly, Tournus, Uchizy, Vaux-en-Pré, Vergisson, Vers, Verzé, Le Villars, La Vineuse, Vinzelles, Viré.

### Département Rhône
Im Département Rhône sind folgende 85 Gemeinden zugelassen:
Alix, Anse, L’Arbresle, Les Ardillats, Arnas, Bagnols, Beaujeu, Belleville, Belmont-d’Azergues, Blacé, Le Bois-d’Oingt, Le Breuil, Bully, Cercié, Chambost-Allières, Chamelet, Charentay, Charnay, Châtillon-d’Azergues, Chazay-d’Azergues, Chénas, Chessy, Chiroubles, Cogny, Corcelles-en-Beaujolais, Dareizé, Denicé, Emeringes, Fleurie, Frontenas, Gleizé, Jarnioux, Juliénas, Jullié, Lacenas, Lachassagne, Lancié, Lantignié, Légny, Létra, Liergues, Limas, Lozanne, Lucenay, Marchampt, Marcy, Moiré, Montmelas-Saint-Sorlin, Morancé, Nuelles, Odenas, Oingt, Les Olmes, Le Perréon, Pommiers, Pouilly-le-Monial, Quincié-en-Beaujolais, Régnié-Durette, Rivolet, Salles-Arbuissonnas-en-Beaujolais, Saint-Clément-sur-Valsonne, Saint-Cyr-le-Chatoux, Saint-Didier-sur-Beaujeu, Saint-Étienne-des-Oullières, Saint-Étienne-la-Varenne, Saint-Germain-sur-l’Arbresle, Saint-Georges-de-Reneins, Saint-Jean-d’Ardières, Saint-Jean-des-Vignes, Saint-Julien, Saint-Just-d’Avray, Saint-Lager, Saint-Laurent-d’Oingt, Saint-Loup, Sainte-Paule, Saint-Romain-de-Popey, Saint-Vérand, Sarcey, Ternand, Theizé, Vaux-en-Beaujolais, Vauxrenard, Vernay, Ville-sur-Jarnioux, Villié-Morgon.
Übergangsweise waren noch folgende Gemeinde bis zum Jahrgang 2005 zugelassen:
1. Im Département Côte-d’Or: Chevigny-en-Valière, Combertault, Corcelles-les-Arts, Ebaty, Levernois, Merceuil, Montigny-lès-Beaune, Perrigny-lès-Dijon, Sainte-Marie-la-Blanche, Tailly.
2. Im Département Yonne: Appoigny, Chichery, Montagny-la-Resle.
3. Im Département Saône-et-Loire: Géanges, Saint-Loup-de-la-Salle, Chaudenay, Demigny.